# Брустон (Тенеси)
Брустон (енгл. Bruceton) град је у америчкој савезној држави Тенеси.

## Демографија
По попису из 2010. године број становника је 1.478, што је 76 (-4,9%) становника мање него 2000. године.
| Група             | 2000.         | 2010.         |
| Белци             | 1.460 (94,0%) | 1.367 (92,5%) |
| Афроамериканци    | 72 (4,6%)     | 44 (3,0%)     |
| Азијати           | 2 (0,1%)      | 1 (0,1%)      |
| Хиспаноамериканци | 5 (0,3%)      | 38 (2,6%)     |
| Укупно            | 1.554         | 1.478         |